# 퍼디타 펠리시엔
퍼디타 펠리시엔(Perdita Felicien, 1980년 8월 29일 ~ )은 캐나다의 허들 선수이다.

## 어린 시절
카리브해의 세인트루시아 계통으로 온타리오주 오샤와에서 태어나 피커링에서 자라오면서, 학생 시절에 육상 출전을 시작한 펠리시엔은 처음에 100m, 200m와 멀리뛰기에 나갔다.
1988년 허들 선수로 전렴하면서 온타리오 고등학교 허들 선수권을 우승하였다. 그해에 그녀는 2개의 연속적 캐나다 주니어 선수권의 첫 타이틀을 추가하였다. 일리노이 대학교 어배너-섐페인에서 신체 운동학을 수학하면서 오하이오주에서 열린 장학생 대회에서 자신의 상연이 몇몇의 미국의 대학들로부터 육상 장학금의 마련을 가져왔다.

## 육상 경력
게리 윙클러 코치 아래 자신의 대학 첫 해에 펠리시엔은 미국의 전국 명예를 얻고 신입생으로서 NCAA 100m 허들의 가장 빠른 기록을 세웠다. 이듬해 NCAA 실외 시즌의 100m 허들 최고 선수로 등급이 매겨지고 일리노이주의 선수 처음으로 실외와 실내 양 시즌에서 국내 선수권을 우승하였다. 그녀의 상연은 3개의 일리노이 대학교 "올해의 여성 육상 선수" 상들 중의 처음을 수상하였고 미국 육상 코치 협회에 의하여 "올해의 여성 실외 육상 선수"로 선정되었다.
2003년 패한 적이 없던 펠리시엔은 자신이 두 번째 100m 허들 국내 타이틀을 우승하여 일리노이 대학교 여성 선수 처음으로 빅 텐 "올행의 육상 선수"로 선정되었다. 그녀는 세계 육상 선수권 대회에서 100m 허들을 우승하면서 캐나다 여성 선수로서 처음이자 마지막, 일리노이주 육상 역사상 최초의 금메달리스트가 되었다. 그러고나서 "올해의 캐나다 여성 선수"로 선정되었다.
2004년 3월 게일 디버스와 많이 예상된 대결을 벌인 펠리시엔은 부다페스트에서 열린 세계 실내 선수권 대회의 60m 결승전에서 3회의 세계 허들 챔피언 디버스를 꺾으면서 세계 기록을 세웠다. 아테네 올림픽에서 100m 허들 우승 후보로 보이던 그녀는 뜻밖에도 결승전에서 첫 번째 장애물 제거에 실패하여 가까운 레인에 떨어지면서 러시아의 이리나 셰브첸코를 쓰러뜨리고 말았다.
육상에 돌아온 그녀는 2007년 세계 육상 선수권 대회에서 100m 허들 은메달을 획득하였다.
발 부상으로 2008년 베이징 올림픽에 출전하지 못한 그녀는 CBC 텔레비전의 올림픽 허들 범위를 위한 특별 시사해설자로 활약하였다.